# Cantón de Soustons
El cantón de Soustons era una división administrativa francesa, que estaba situada en el departamento de Landas y la región de Aquitania.

## Composición
El cantón estaba formado por once comunas:
- Angresse
- Azur
- Magescq
- Messanges
- Moliets-et-Maa
- Saint-Geours-de-Maremne
- Seignosse
- Soorts-Hossegor
- Soustons
- Tosse
- Vieux-Boucau-les-Bains

## Supresión del cantón de Soustons
En aplicación del Decreto n.º 2014-181 de 18 de febrero de 2014, el cantón de Soustons fue suprimido el 22 de marzo de 2015 y sus 11 comunas pasaron a formar parte del nuevo cantón de Marensin-Sur.